# Јабланица (притока Јужне Мораве)
Јабланица је река на југу Србије, лева притока Јужне Мораве. Настаје спајањем Туларске и Големобањске реке, које се формирају на падинама Гољака (1073 м) и његових огранака. Од састава изворишних кракова (код села Маћедонци) до ушћа у Јужну Мораву у Лесковачкој котлини (код села Печењевце), дужина јој износи 84,5 km. Реке од којих настаје теку планинским земљиштем и имају велики пад, клисурасте долине и бројне брзаке. Сличних је особина и сама Јабланица у току до Лебана односно до уласка у Лесковачку котлину. У горњем и средњем току називају је и Медвеђа, а тек низводно од села Шилова, на дужини од око 50 km, само Јабланица. У Лесковачкој котлини тече широком и плитком долином, има мали пад и многе меандре, непосредно уз сам град Лесковац. Површина слива јој износи 896 км², а просечни проток на ушћу је 5 m³/с. Најзначајнију притоку Шуманску реку, прима са десне стране код Лебана. Значајније леве притоке су Лапаштица и Газдарска река.
Јабланица је бујичава, носи огромну количину материјала, раније се често изливала из корита (сваких 10 година 1986, 1976, 1966,... тзв. „десетогодишња вода“; највећа поплава десила се 1976. г.), плавила обрадиве површине, односила саобраћајнице, мостове и причињавала друге штете.
Јабланица је највећа сушица (потпуно пресушује у току лета и зиме) у Србији и једна од највећих у Европи.